# 霍普森

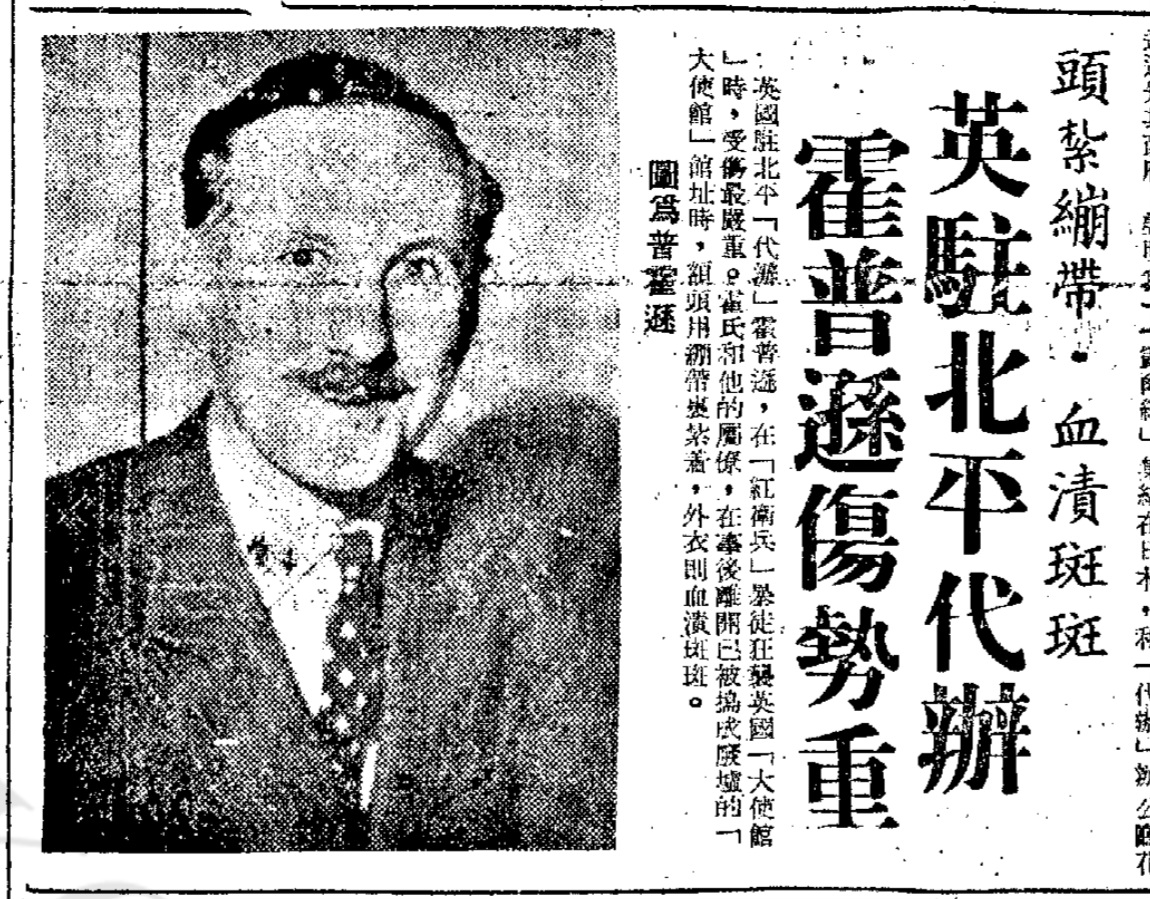
《工商晚報》在1967年8月23日報導英國駐北京代辦唐納德·霍普森遭到闖入代辦處的紅衛兵毆打，代辦處亦在襲擊中被焚毀

霍普森爵士，KCMG，DSO，MC，TD（英語：Sir Donald Charles Hopson，1915年8月31日—1974年8月26日）是英國外交官。
唐納德·霍普森曾就讀基督公學及牛津大學大學學院。之後他加入英國陸軍。第二次世界大戰爆發後，唐納德·霍普森在歐洲各地作戰，並因此獲得軍功十字勳章與傑出服務勳章。1945年，他進入英國外交部。 
1962年至1965年任英國駐寮國大使，1965年至1966年任英國駐蒙古大使， 1965年至1968年任英國駐華臨時代辦，期間因香港發生六七暴動導致中英兩國關係急劇惡化，在1967年8月發生的火烧英国代办处事件中被北京紅衛兵毆打受傷，並且被中國政府禁止離開北京，被迫滯留在北京使館區多個月，直至1968年8月中國政府發出離境許可，從北京經香港返回英國。在1969年至1972年任英國駐委內瑞拉大使，1973年至1975年任英國駐阿根廷大使。